# Кнутвіль
Кнутвіль (нім. Knutwil) — громада  в Швейцарії в кантоні Люцерн, виборчий округ Зурзее.

## Географія
Громада розташована на відстані близько 55 км на північний схід від Берна, 25 км на північний захід від Люцерна.
Кнутвіль має площу 9,7 км², з яких на 12,5% дозволяється будівництво (житлове та будівництво доріг), 67,7% використовуються в сільськогосподарських цілях, 19,5% зайнято лісами, 0,2% не є продуктивними (річки, льодовики або гори).

## Демографія
2019 року в громаді мешкало 2275 осіб (+15,2% порівняно з 2010 роком), іноземців було 10,4%. Густота населення становила 234 осіб/км².
За віковим діапазоном населення розподілялося таким чином: 23,3% — особи молодші 20 років, 62,3% — особи у віці 20—64 років, 14,3% — особи у віці 65 років та старші. Було 908 помешкань (у середньому 2,5 особи в помешканні).
Із загальної кількості 729 працюючих 94 було зайнятих в первинному секторі, 273 — в обробній промисловості, 362 — в галузі послуг.